# Alid
Alid ist ein isolierter, zergliederter Vulkan in der Danakil-Senke in Eritrea. Seine Höhe beträgt 904 Meter. Durch rhyolithische Eruptionen im späten Pleistozän wurden große Mengen an Asche ausgeworfen. Ein 2  Kilometer mal 3 Kilometer messender Grabenbruch durchschneidet den Lavadom. Kleine Kegel und Krater entlang nordnordwestlich verlaufender Spalten zeigen den Ursprung großer Lavaströme. Nahe dem nördlichen Gipfel und der Flanke zeigt sich nach wie vor Fumarolen-Aktivität.